# SNC-Lavalin
SNC-Lavalin Group Inc. er en canadisk multinational entreprenør- og ingeniørkoncern med hovedkvarter i Montreal. De arbejder med forskellige projektudviklings- og byggeri- og anlægsopgaver indenfor mineindustri metalindustri, olie og gas, miljø og vand, infrastruktur og vedvarende energi. SNC-Lavalin er målt på omsætning (2018) den største konstruktionsvirksomhed i Canada.
De har over 50.000 ansatte med kontorer i over 50 lande og projekter i over 160 lande.